# Roberto de Ketton
Robertus Ketenensis (1110-1160) (Rutland, Stamford, Lincolnshire, 1110 - 25 de Dezembro de 1160) foi teólogo, astrônomo e arabista inglês, tradutor para o latim de obras científicas e religiosas árabes. Viveu durante muito templo em Pamplona, na Espanha. Traduziu o Alcorão, a pedido de Pedro, o Venerável.

## Obras
- Liber Ptholomei de compositione astrolabii universalis y Liber de Officio astrolabii secundum Robertum Cestrensem.
- Chronica mendosa et ridicula Sarracenorum que acompanhava a sua tradução do Alcorão com uma carta de apresentação a Pedro, o Venerável, também incorporada ao Corpus Islamolatinum.

### Traduções
- Iudicia Alkindi Astrologi de Alquindi, livro sobre o pensamento astrológico deste autor, editado por Hermano de Caríntia (1100-1160).
- Álgebra, tradução do Hisab al-Jabr w'al-muqabala de Al-Khwarizmi, Segóvia, 1145.
- Liber de compositione alchimiae, um tratado de alquimia, datado de 1144.
- Corán, a pedido de Pedro, o Venerável de Cluny, incorporado por este ao Corpus Islamolatinum.
- Duas revisões das tabelas astronômicas de Azarquiel e de Al-Battani.
- Lex Mahumet pseudoprophete, tradução do Corão.